# فستجت
فستجت (انگلیسی: Fastjet) شرکت هواپیمایی در آفریقای جنوبی است، که در سال ۲۰۱۲ تأسیس شد.